# 獨鰲
獨鰲，是臺灣彰化縣永靖鄉的一個地名，位於該鄉西南部。就行政區而言，範圍大致包括獨鰲村、敦厚村、崙美村。

## 歷史
台灣清治末期至日治初期，獨鰲地區為一街庄，稱為「獨鰲庄」，隸屬於東螺東堡。該庄北與竹仔腳庄、同安宅庄為鄰，東與關帝廳庄、湳港西庄為鄰，南邊為打簾庄，西邊為海豐崙庄。
1901年（日治明治三十四年）11月，該庄隸屬於彰化廳。1909年（明治四十二年）10月，改隸屬於臺中廳。1920年（大正九年），該庄改制為「獨鰲」大字，隸屬於臺中州員林郡永靖庄，大字下有「獨鰲」、「崙子尾」小字名。
戰後永靖庄改制為永靖鄉，隸屬於彰化縣，大字亦改制為村。

## 交通
鄉道彰144線（獨鰲路）是海豐崙至社頭的道路，大致以橫向經過獨鰲地區南部。鄉道彰142-1線（永福路）是竹子腳至永靖的道路，經過本地區北部。

## 廟宇
- 恩烈祠十三位義民廟（義民廟）